# Stefan Jaworski (generał)

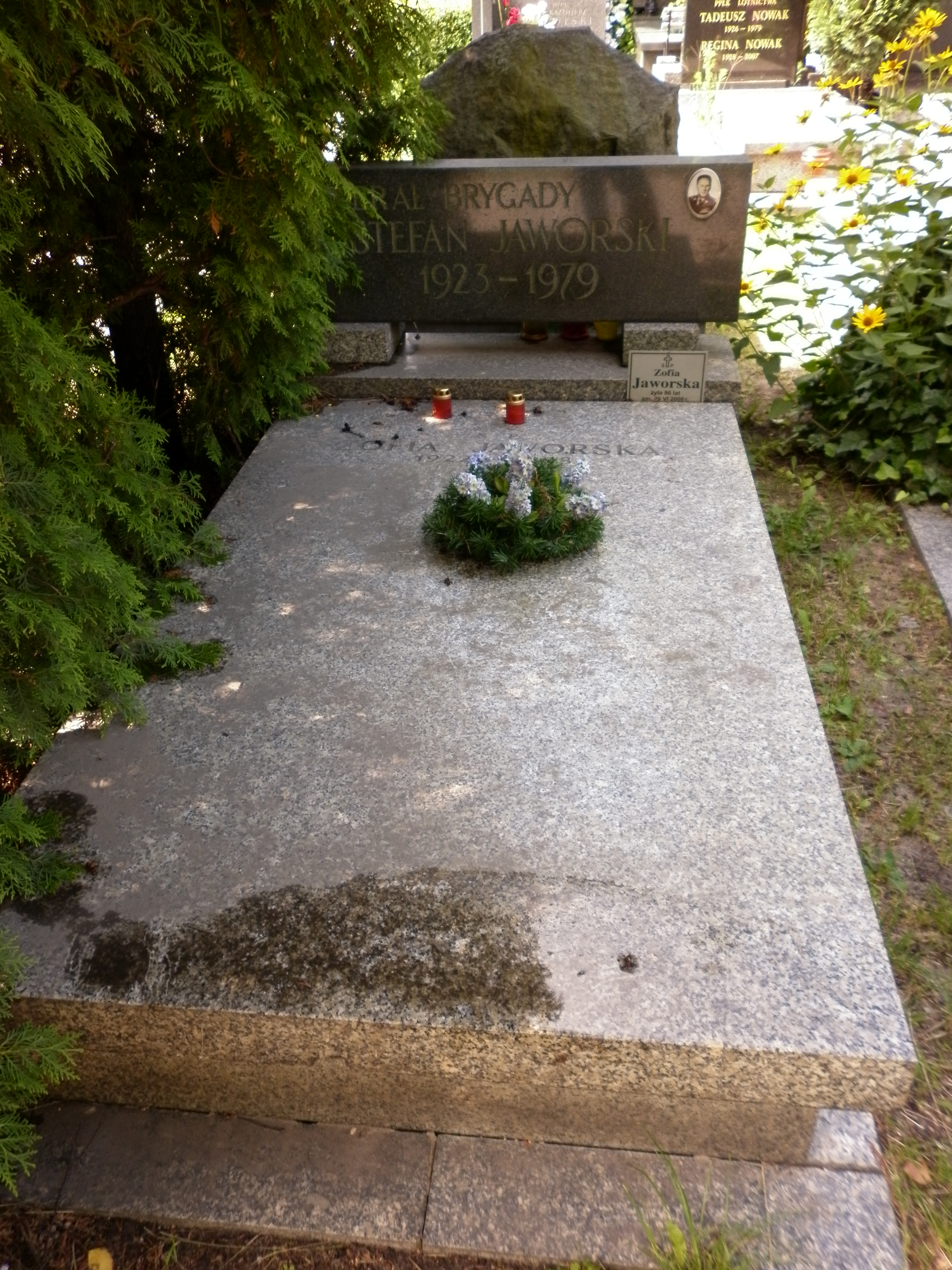
Grób gen. bryg. Stefana Jaworskiego i jego żony Zofii na Cmentarzu Wojskowym na Powązkach

Stefan Jaworski (ur. 8 września 1923 w Pułtusku, zm. 7 czerwca 1979 w Warszawie) – generał brygady LWP, zastępca dowódcy Warszawskiego Okręgu Wojskowego ds. technicznych (1968-1975)

## Życiorys
Do 1937 ukończył 7 klas szkoły powszechnej w Ciechanowie, później pracował jako rymarz. Od 1943 członek Polskiej Partii Robotniczej i Gwardii Ludowej, gdzie był członkiem grupy dywersyjno-sabotażowej na terenie powiatu ciechanowskiego. Od stycznia 1944 był członkiem Armii Ludowej. W partyzantce i konspiracji działał do zajęcia tych obszarów przez Armię Czerwoną i ludowe Wojsko Polskie, tj. do 17 stycznia 1945. W kwietniu 1945 wstąpił na własną prośbę do ludowego WP, w czerwcu 1946 skończył Oficerską Szkołę Broni Pancernej w Modlinie i na mocy uchwały Krajowej Rady Narodowej został mianowany na stopień podporucznika broni pancernej. Po promocji został dowódcą 3 plutonu szkolnego 1 kompanii 1 batalionu w 3 szkolnym pułku czołgów, a od listopada 1946 służył w Departamencie Personalnym MON, gdzie był starszym pomocnikiem kierownika 2 sekcji II wydziału, a od lutego 1948 starszym pomocnikiem kierownika 3 sekcji w tym samym wydziale. Do 1948 uczył się w warszawskim II Państwowym Gimnazjum i Liceum dla Dorosłych. 
Od października 1948 do kwietnia 1955 studiował w Wojskowej Akademii Wojsk Pancernych im. Józefa Stalina w Moskwie. Studia ukończył z wyróżnieniem. Po powrocie do kraju został zastępcą dowódcy do spraw technicznych 33 pułku czołgów w Olsztynie (w strukturach 15 Dywizji Zmchanizowanej). W czerwcu 1955 awansował na majora wojsk pancernych (w grupie technicznej). W październiku 1955 został pomocnikiem komendanta Technicznej Oficerskiej Szkoły Wojsk Pancernych i Zmechanizowanych do spraw technicznych i wyszkolenia technicznego, a w listopadzie 1956 został zastępcą komendanta Poligonu Naukowo-Badawczego Sprzętu Pancernego i Motoryzacyjnego do spraw naukowo-badawczych (po reorganizacji, od listopada 1958 zastępca komendanta Ośrodka Badawczego Sprzętu Pancernego i Motoryzacyjnego ds. naukowo-badawczych). W tym okresie uzyskał na Politechnice Warszawskiej dyplom magistra inżyniera mechanika. 
Od marca 1959 wyznaczony na stanowisko szefa oddziału II technicznego w Zarządzie Służb Technicznych Szefostwa Wojsk Pancernych. Od lipca 1963 do listopada 1966 szef Służby Techniczno-Czołgowej Pomorskiego Okręgu Wojskowego w Bydgoszczy, od września 1963 w stopniu pułkownika. W listopadzie 1966 został szefem Zespołu Szkolenia Technicznego oraz Stanu Technicznego Sprzętu Bojowego w Inspekcji Sił Zbrojnych w Warszawie. Od lipca 1968 zastępca dowódcy Warszawskiego Okręgu Wojskowego ds. technicznych; od kwietnia 1971 (po zmianach organizacyjnych) szef Służb Technicznych - zastępca dowódcy Warszawskiego Okręgu Wojskowego. W 1973 ukończył kurs organizacji i kierowania w Akademii Sztabu Generalnego WP w Warszawie. 
1 października 1974 na mocy uchwały Rady Państwa PRL otrzymał nominację na stopień generała brygady; nominację wręczył mu w Belwederze 11 października 1974 przewodniczący Rady Państwa prof. Henryk Jabłoński w obecności I sekretarza Komitetu Centralnego PZPR Edwarda Gierka. W latach 1975–1978 zastępca szefa Komitetu Technicznego Zjednoczonych Sił Zbrojnych Państw - Stron Układu Warszawskiego w Moskwie. Od października 1978 dyrektor Departamentu Wojskowego Ministerstwa Przemysłu Maszyn Ciężkich i Rolniczych.
Zmarł nagle na zawał. Pochowany na Powązkach Wojskowych w Warszawie (kwatera F-1-10).

## Awanse
W trakcie wieloletniej służby w ludowym Wojsku Polskim otrzymywał awanse na kolejne stopnie wojskowe:
- podporucznik - 1946
- porucznik - 1947
- kapitan - 1951
- major - 1955
- podpułkownik - 1959
- pułkownik - 1963
- generał brygady - 1974

## Życie prywatne
Syn Juliana (1885-1964), kołodzieja i Marceli z domu Chmiel (1895-1968). Żoną Stefana Jaworskiego była od 1956 Zofia Jaworska z domu Przyłuska (1922-2008), filolog języka polskiego, która pracowała w Państwowym Instytucie Sztuki PAN i zajmowała się zbieraniem folkloru, początkowo na Podhalu, a później na Kurpiach. Mieli syna Jacka (1957) i córkę Annę (1958).

## Odznaczenia
- Krzyż Oficerski Orderu Odrodzenia Polski (1979)
- Krzyż Kawalerski Orderu Odrodzenia Polski (1968)
- Krzyż Walecznych (1972)
- Złoty Krzyż Zasługi (1957)
- Srebrny Medal „Zasłużonym na Polu Chwały” (1947)
- Krzyż Partyzancki (1970)
- Medal 10-lecia Polski Ludowej
- Medal 30-lecia Polski Ludowej
- Medal „Za udział w walkach o Berlin” (1970)
- Złoty Medal „Siły Zbrojne w Służbie Ojczyzny” (1968)
- Srebrny Medal Siły Zbrojne w Służbie Ojczyzny
- Brązowy Medal Siły Zbrojne w Służbie Ojczyzny
- Złoty Medal „Za zasługi dla obronności kraju” (1975)
- Srebrny Medal „Za zasługi dla obronności kraju”
- Brązowy Medal „Za zasługi dla obronności kraju”
- Medal Komisji Edukacji Narodowej (1974)[3]
- Medal pamiątkowy „Za zasługi dla Warszawskiego Okręgu Wojskowego” (1970)[4]
- Medal „Za zwycięstwo nad Niemcami w Wielkiej Wojnie Ojczyźnianej 1941–1945”